# Branov
Branov (Duits: Branow - 1939-1945: Branau) is een Tsjechische gemeente in de regio Midden-Bohemen en maakt deel uit van het district Rakovník. Het dorp ligt op 13 km afstand van de stad Rakovník en op 4 km van Křivoklát.
Branov telt 200 inwoners (2023).

## Geografie

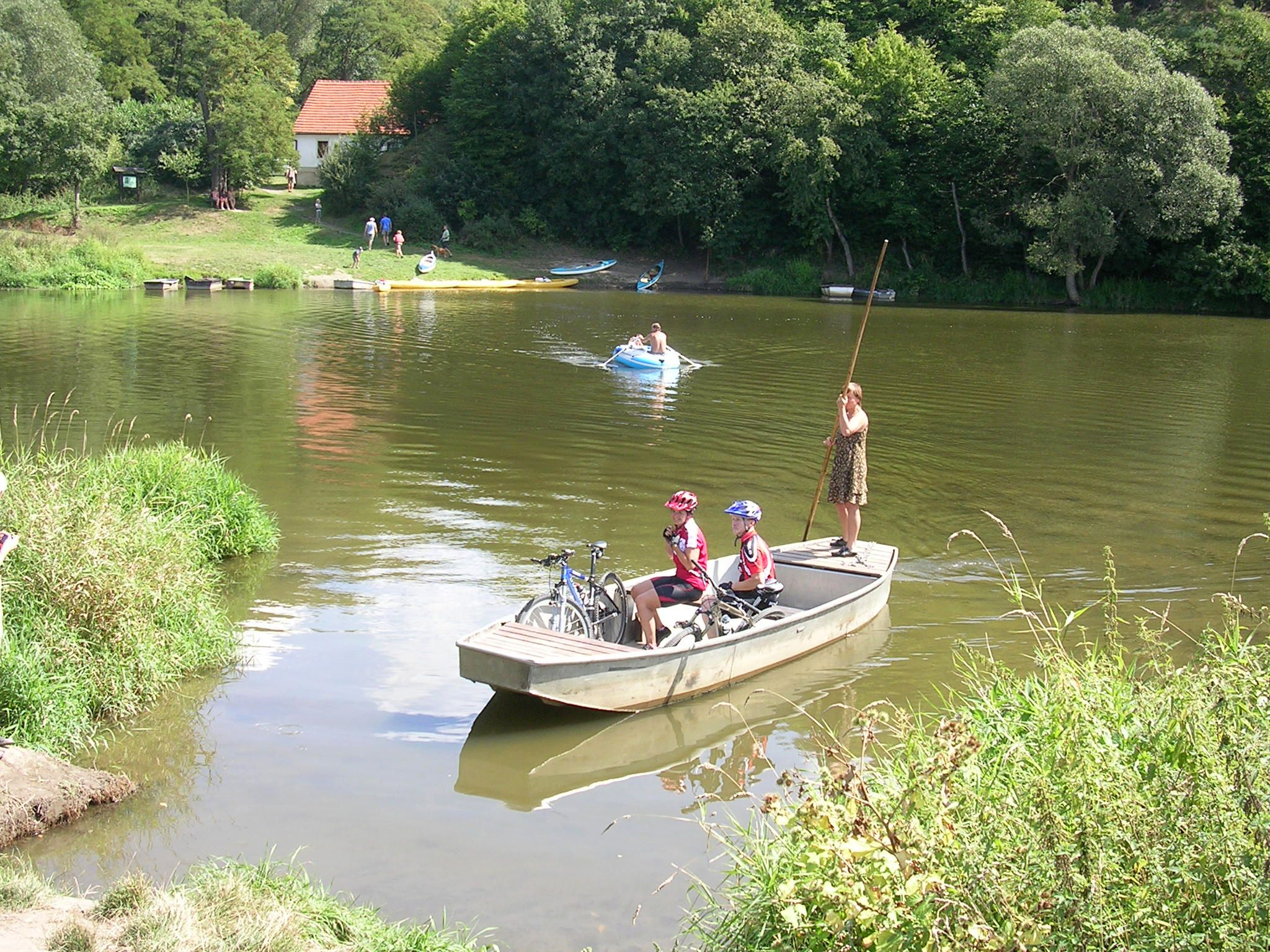
Veerboot in Luh

De gemeente Branov bestaat uit 2 dorpen:
- Branov;
- Luh.

In Luh is tevens een veerhuis met een klein veerbootje waarvoor een peddel dient te worden gebruikt.

## Geschiedenis
De eerste schriftelijke vermelding van het dorp (Branow) dateert van 1551. De dorpsnaam is afgeleid van de persoonsnaam Bran.
Sinds 2003 is Branov een zelfstandige gemeente binnen het district Rakovník.

## Bezienswaardigheden
- Restanten van het kasteel Propadený ten zuidwesten van het dorp;
- Natuurreservaat Velká Pleš;
- Natuurreservaat U Eremita.

## Verkeer en vervoer

### Spoorlijnen
Branov heeft geen station. Het dichtstbijzijnde station is Roztoky u Křivoklát aan spoorlijn 174 Beroun - Rakovník op 3,5 km afstand van het dorp.

### Buslijnen
Op werkdagen doen diverse buslijnen een aantal keer per dag het dorp aan, die Branov verbinden met onder meer Beroun, Křivoklát, Roztoky en Karlova Ves. In het weekend stopt er geen bus in (de buurt van) Branov.

## Galerij

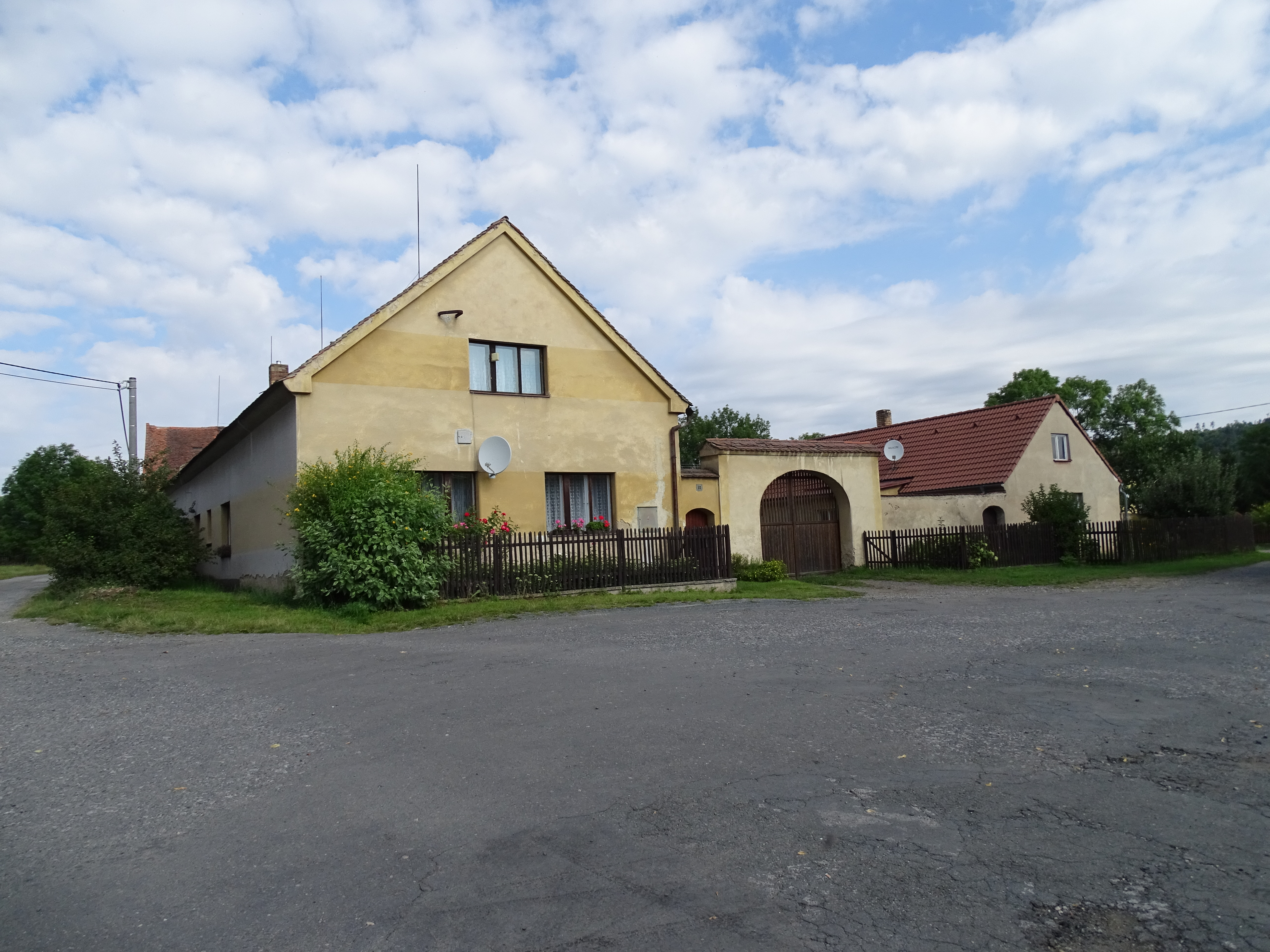
Huis in Branov
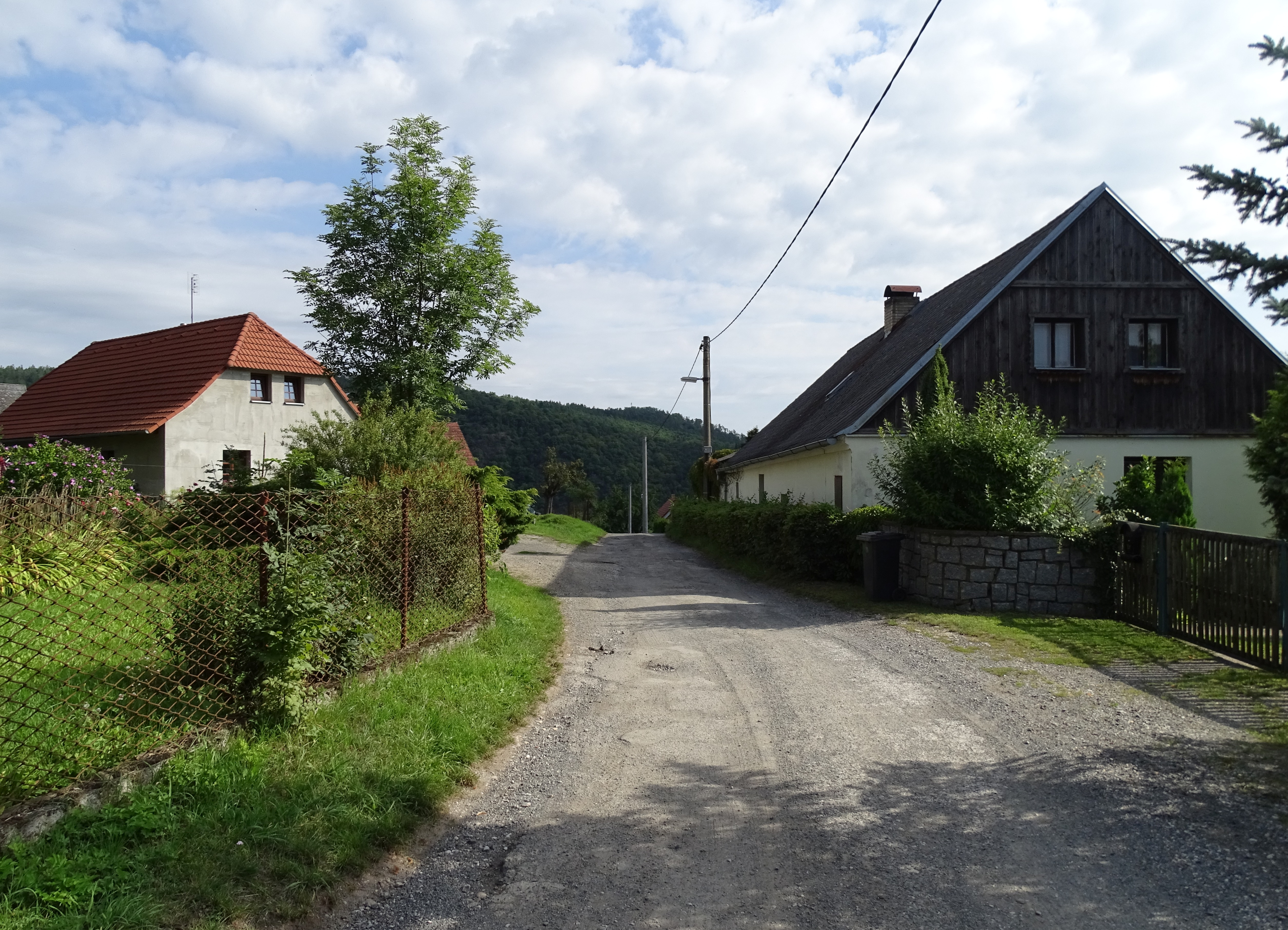
Huis en boerderij in Branov
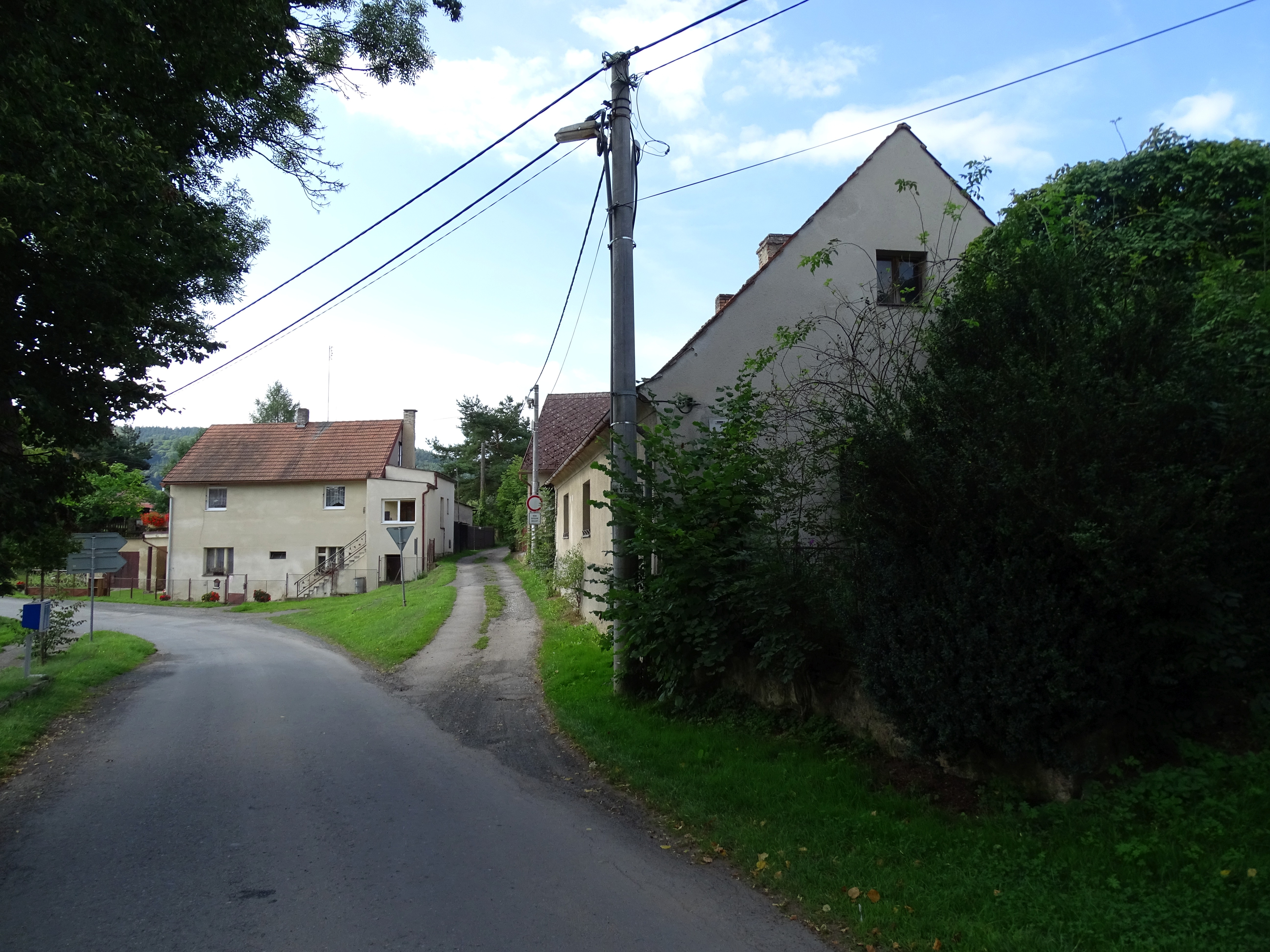
Straat met heuvel in Branov
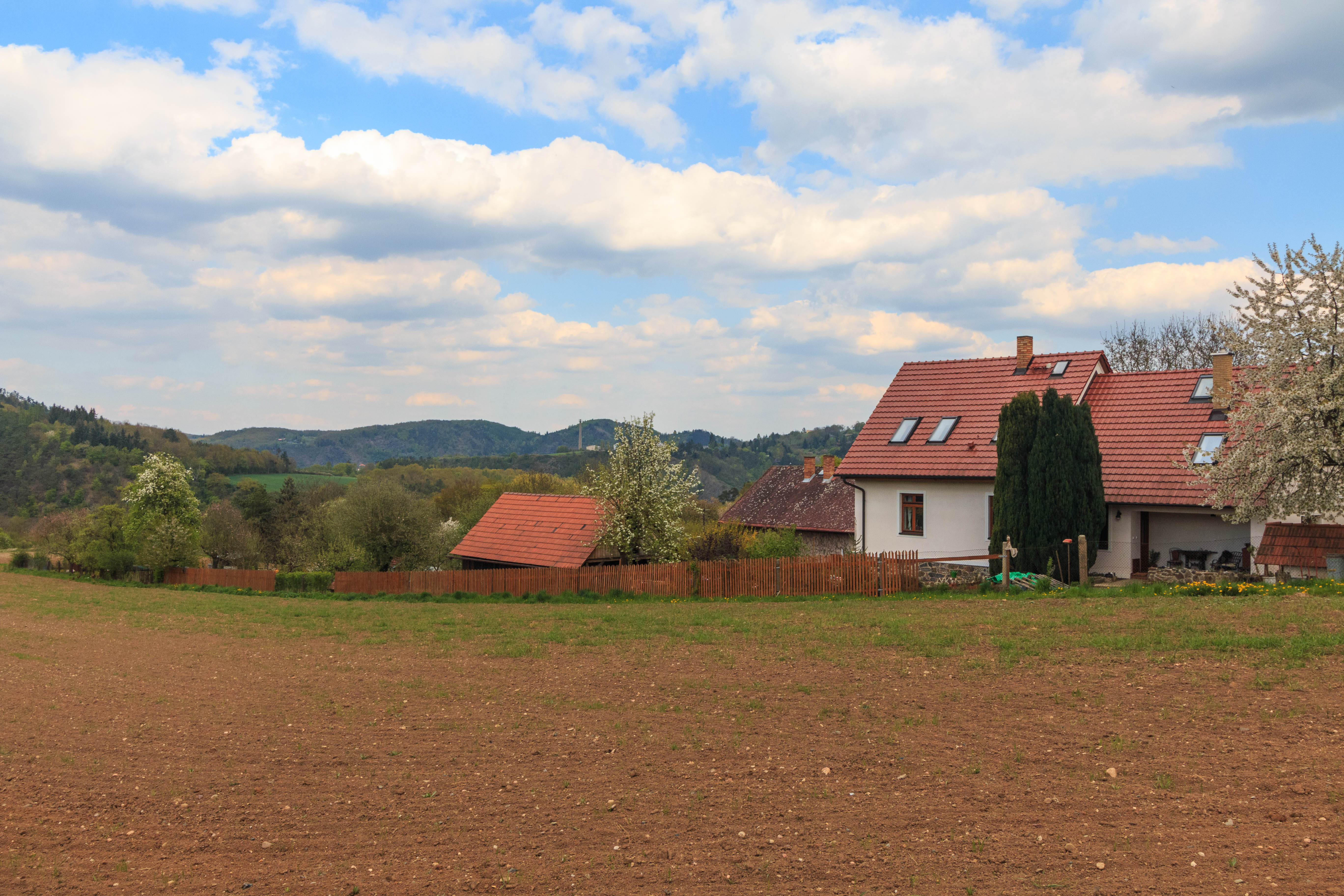
Boerderij in Branov
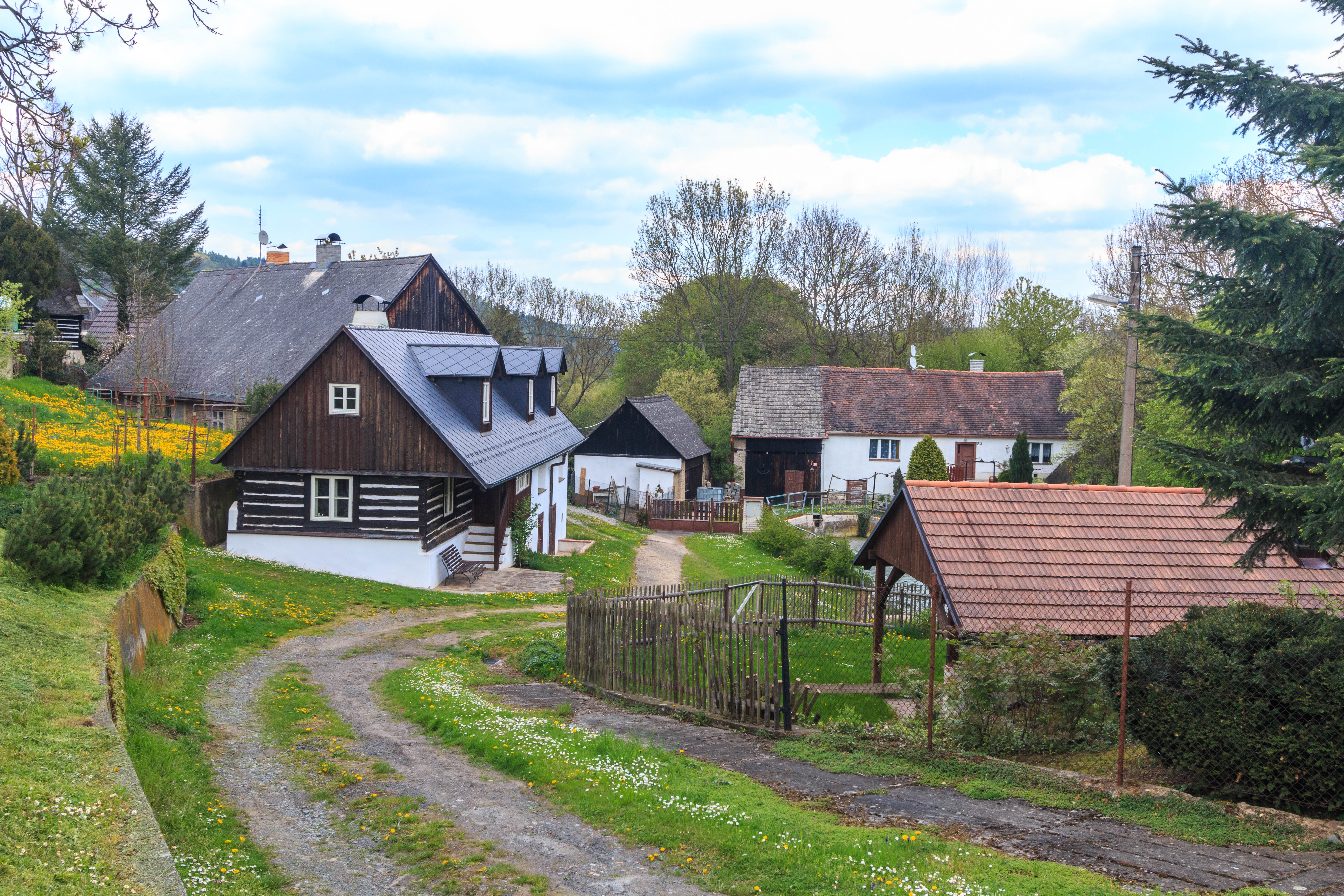
Boerenerf in Branov
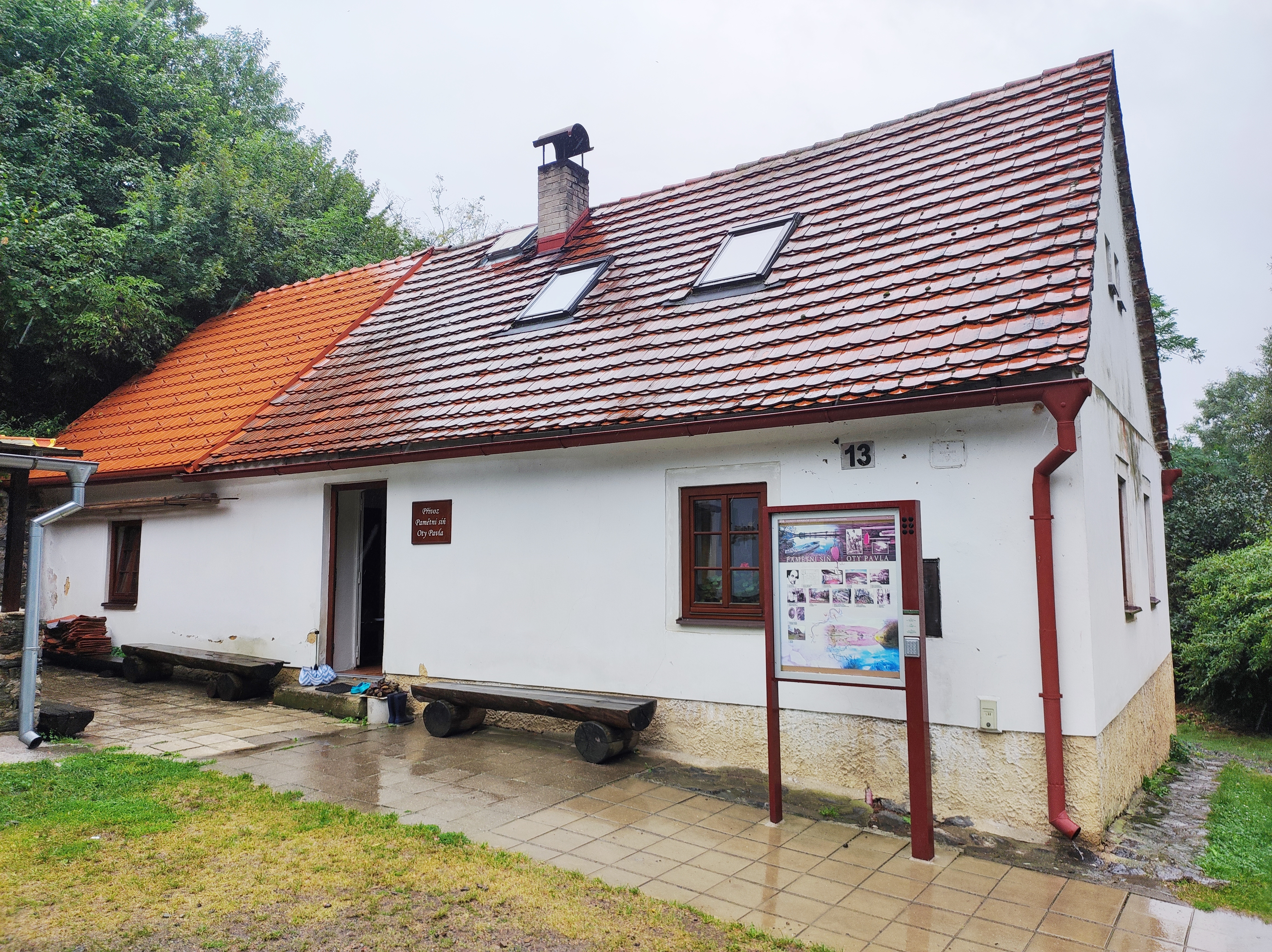
Veerhuis in Luh
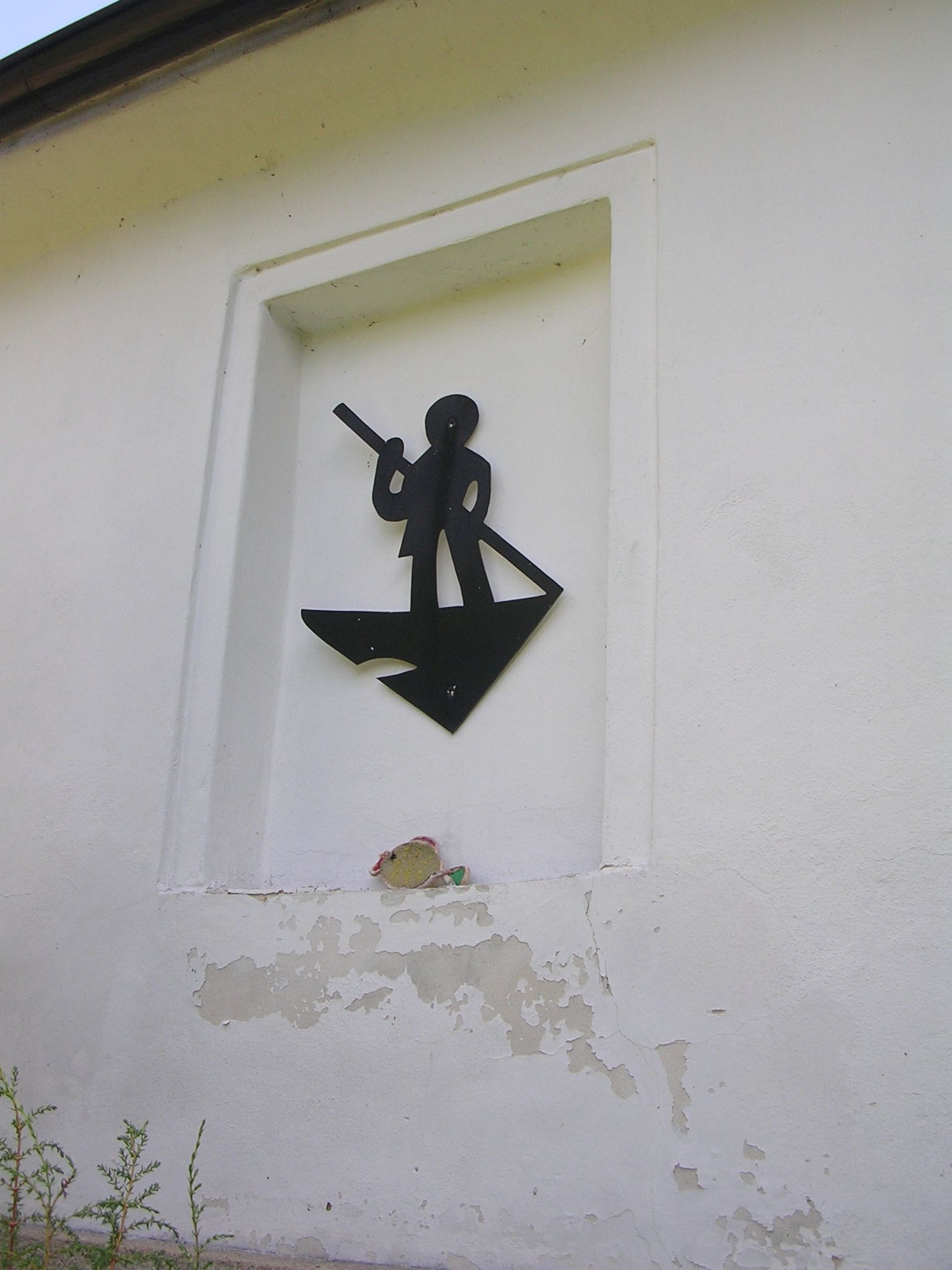
Gevelsteen van veerhuis
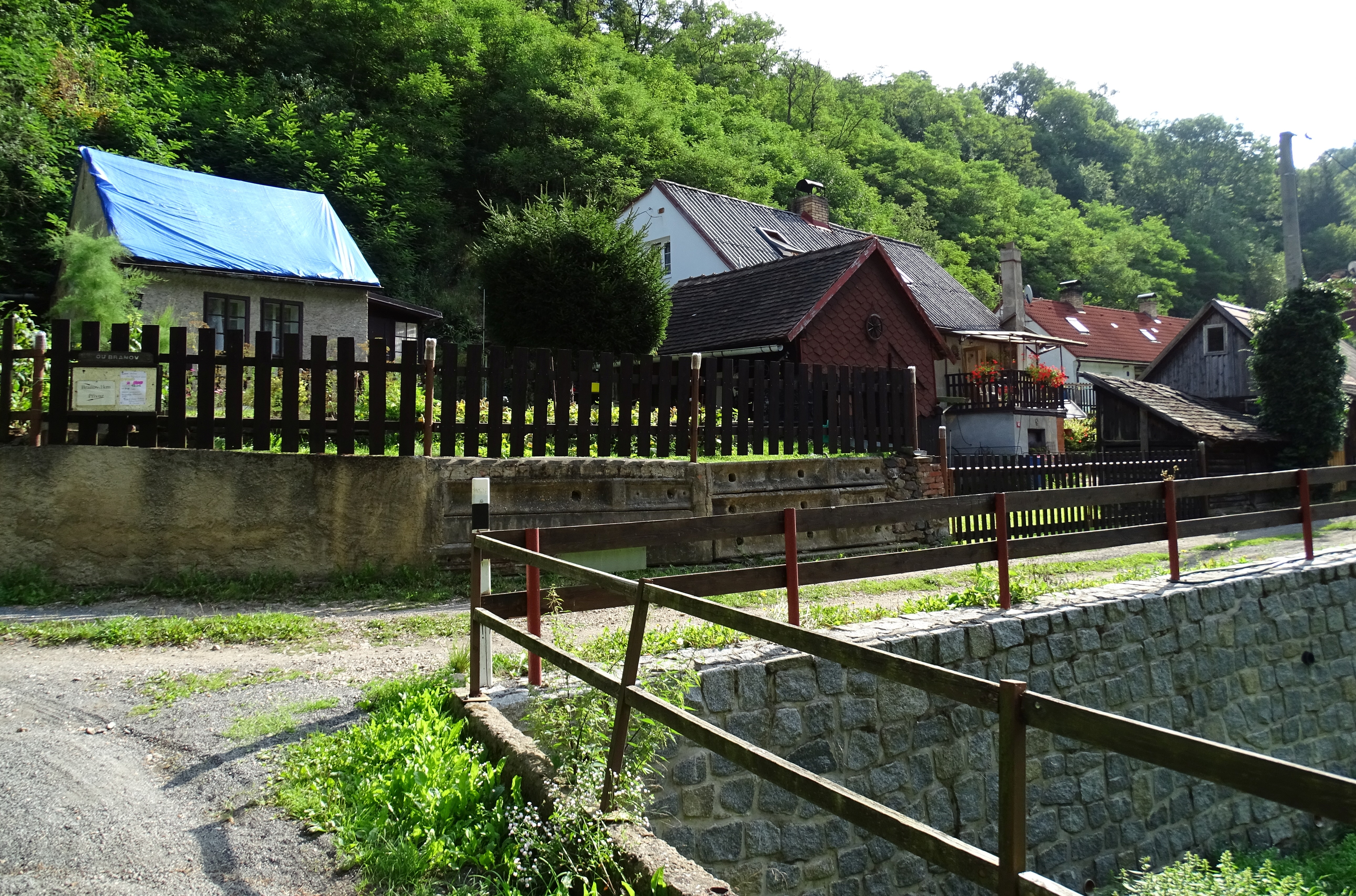
Straat in Luh